# Montayral
Montayral település Franciaországban, Lot-et-Garonne megyében. Lakosainak száma 2667 fő (2022. január 1.). Montayral Fumel, Mauroux, Soturac, Bourlens, Saint-Vite, Thézac és Saint-Georges községekkel határos.

## Népesség
A település népességének változása:
| Lakosok száma | 2557 | 3200 | 3094 | 2971 | 2842 | 2731 | 2680 | 2652 | 2669 | 2667 |
|               | 1968 | 1982 | 1990 | 2006 | 2013 | 2015 | 2017 | 2019 | 2020 | 2022 |